# 鵲尾形柄香炉 (国宝)
鵲尾形柄香炉（じゃくびがたえごうろ、英語: Incense Burner with Magpie's Tail-shaped Handle）、国宝指定名称「金銅柄香炉」（こんどうえごうろ）は、東京国立博物館所蔵の柄香炉であり、法隆寺献納宝物のひとつとして国宝に指定されている。

## 特徴

### 形状・構造
| カササギの尾。 |  | 柄の部分。 |
| カササギの尾。 |  | 柄の部分。 |

鵲尾形柄香炉は柄香炉の一種であり、柄の先端の形状がその名の通り鵲（カササギ）の尾に似ていることからそう呼ばれている。

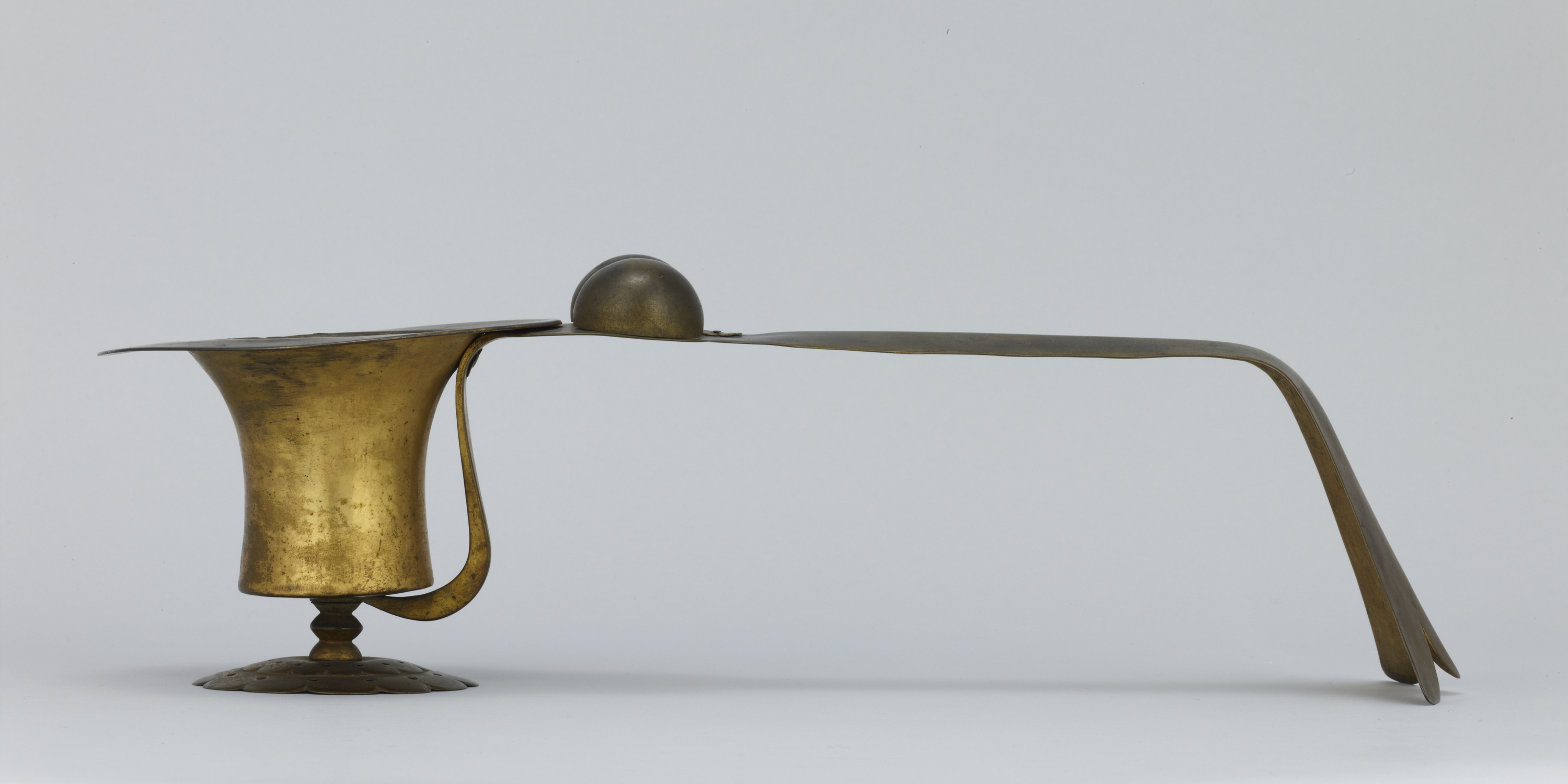
真横から見た図。

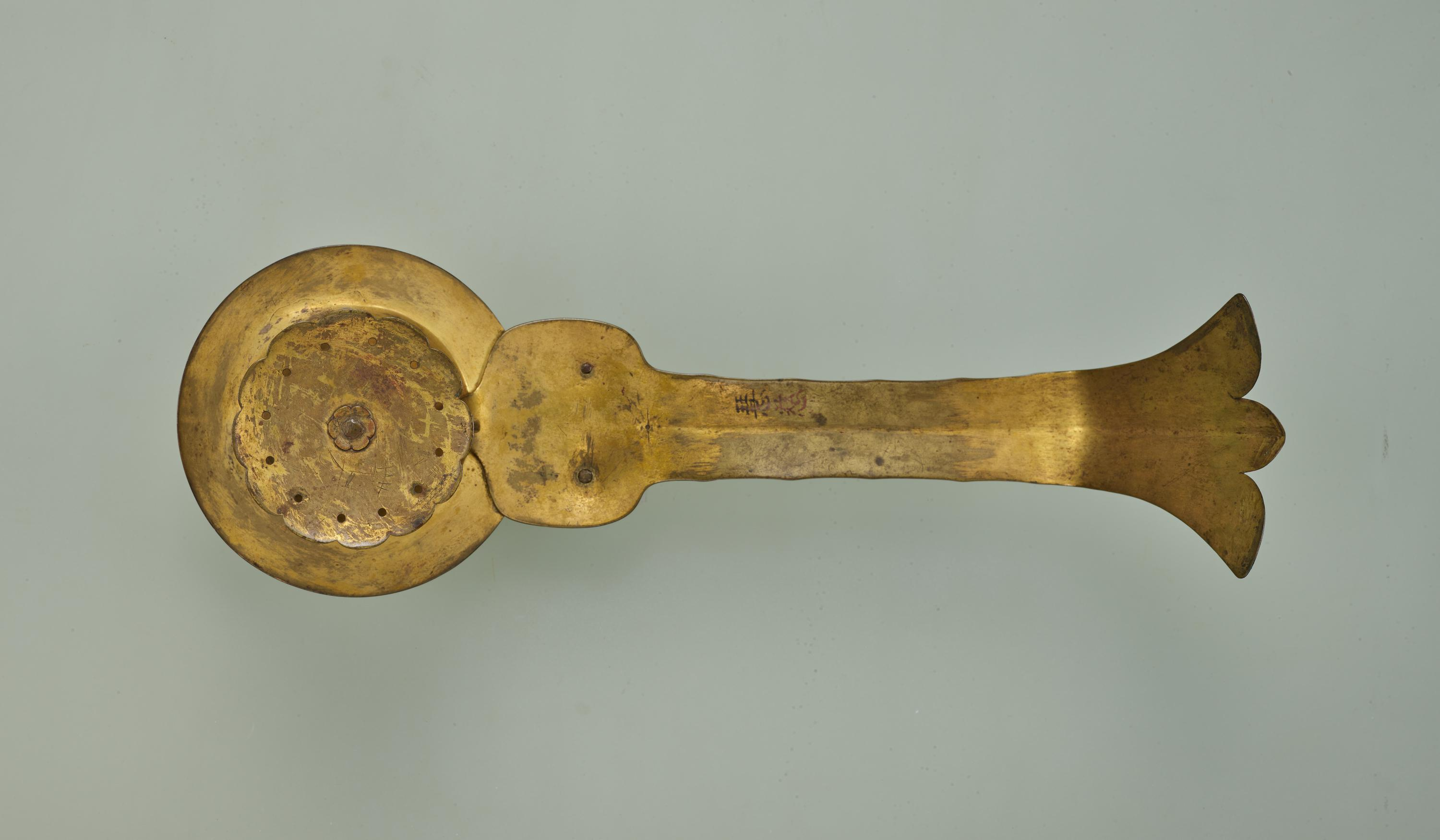
真下から見た図。

寸法は、全長39.0センチメートルで、そのうち炉の口径は13.3センチメートル、柄の長さは25.8センチメートルである。炉の高さは7.3センチメートルであり、全体の重量は424グラムである。
構造は、火を入れる炉の部分、それを支える台座と、炉に接続された柄の3部分から成っている。炉は円柱形で、底から上部に向かって朝顔様にゆるやかな曲線で広がっており、炉のフチは鍔のように大きく張り出している。炉の形状はほぼ真円である。台座とは炉の中心に打たれた鋲で接続されている。台座は12枚の花弁を模したものが大小2枚重ねになっており、軸はそろばん玉のような形状である。柄は弓金の部分から鵲尾の部分まで共作りで成形されており、柄の輪郭部分は波状にわずかにうねり、中央部分はやや小高くなっているが、そのぶん裏面は窪んでおり柄全体の厚みはほぼ均等である。炉と接する部分は幅広になっていて、は半球状で大ぶりの鋲によって炉と固定されている。柄の先端部分（鵲尾にあたる部分）は左右に強く張っており、くっきりとした三叉形になっている。

### 材質・技法
材質は真鍮製である。東京国立博物館の2005年の蛍光X線調査によると成分組成は銅70%と亜鉛29%であり、真鍮製であることが科学的に確認されている。また、炉、台座、柄それぞれ全体に鍍金がされていたと考えられており、現在でも炉の外側面や柄の裏面に多くの金が残っている。先述の蛍光X線調査でも鍍金に由来すると考えられる金が検出されているが、水銀は検出されなかったためアマルガム法による鍍金ではない可能性が高い。鍍金層はもっとも厚い箇所で5マイクロメートル、多くの箇所は1マイクロメートルであった。鍍金方法は2005年時点では不明とされている。
ほとんど全体が鍛造によって成形されているが、そろばん玉型の軸のみ鋳造製か鍛造製か判明していない。炉は1枚の板から全体が打ち出されていることがわかっており、鍛造ののちにろくろ引きで整形されている。

### 銘文
全部で3つの銘文が書かれており、台座裏には針書で「◯方」（時期：7 – 8世紀）と、炉のフチ裏面には針書で「上宮」（時期不明）と、柄の裏には朱書で「慧慈」（時期：江戸時代、漆書きの上に朱で重ね書き）とそれぞれ書かれている。（）内は銘文が書かれたと考えられている年代である。「上宮」聖徳太子の名号であり、「慧慈」は聖徳太子の仏教の師である慧慈法師を意味する。銘文の読み方についての議論は「#製作年代および製作地」を参照。

### 保存状態
東京国立博物館は2005年の調査報告で保存状態について「良好である」と述べている。ただし、炉とフチの境目の一部は角になっていることで地金が薄くなっており、破れている箇所が3箇所存在している。

## 来歴
法隆寺には本柄香炉の来歴について、慧慈が595年の来日時に高句麗から持参してきたものであるとの寺伝がある。天平19年（747年）の『法隆寺伽藍縁起并流記資財帳』内の「合香炉壱拾具」に「二具の鍮石」とあり、そのうち「一尺三寸八分」がこの鵲尾形柄香炉であるとされている。1957年6月18日に重要文化財に指定され、1964年5月26日には国宝への昇格が告示された。
製作年代は飛鳥時代頃とされている。本品は類似品である鵲尾形柄香炉 (1957年指定の重要文化財)（N281）に比べて炉側面の反り、尾の張り、飾鋲の大きさなど、造型が全体的に大ぶりなことから、N281よりは製作年代が古いと考えられており、奈良時代以降の柄香炉の形状とも大きく異なることから、日本に現存する最古の柄香炉であると考えられている。製作地については朝鮮半島説などがあるものの決め手にかけており、2005年時点で定説は存在しない。詳細は「#製作年代および製作地」を参照。

## 研究史

### 製作年代および製作地

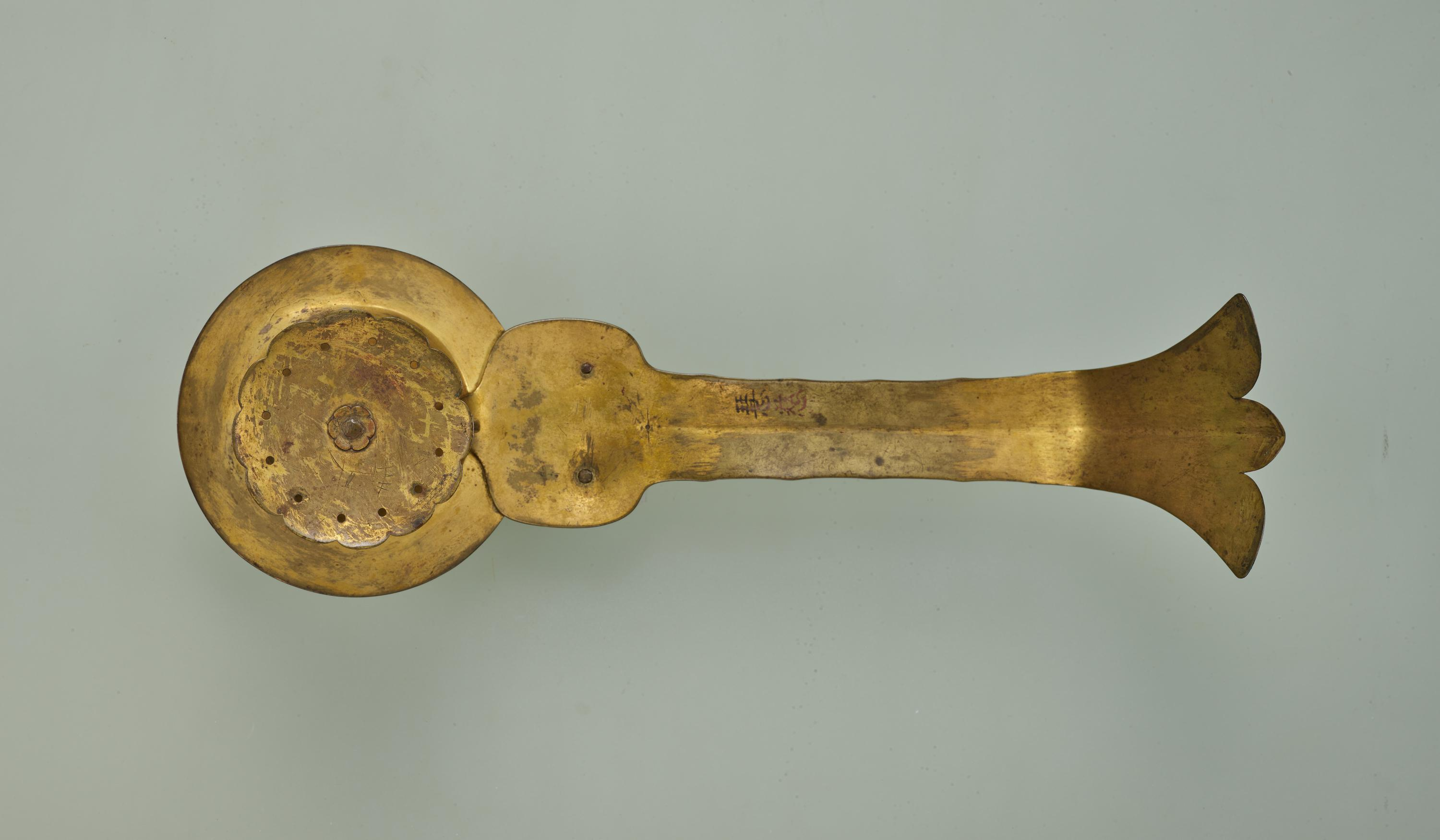
真下から見た図。銘文が確認できる。

製作年代は7世紀、飛鳥時代だと考えられている。一方でその製作地については議論があり、2005年時点で定説は存在しない。先述の通り科学的調査で真鍮製であることが判明しており、古代日本に亜鉛を精錬する技術がなかったことから、中国もしくは朝鮮半島製である可能性が高いとされている。
先述の通り「上宮」は聖徳太子の名号であり、「慧慈」は聖徳太子の仏教の師である慧慈法師を意味する。また、「◯方」の針書は高句麗を意味する「帯方」と読む説があり、これらを根拠に本作は朝鮮半島製であるとする見解も根強い。「帯方」の場所は現代の京畿道および忠清北道周辺にあたる。加島勝は本品の「帯方」の針書と、皇南大塚で出土した副葬品に記された「婦人帯」の針書の字形が類似していることを指摘し、「帯方」説を追認している。また加島は、仮に寺伝の慧慈法師所有というのが真実であれば、その制作年代が6世紀まで遡るだろうと推測している。
「帯」と読むには刻線の字画が明らかに足りないことを根拠に「帯方」とは読めないとの異論もある。1999年の東京国立博物館の論考では、奈良時代の木簡などをはじめとして「三十」を「卅十」と書く例が一定数あることを根拠に、線を1本多くして「四十方」と読むのではないかと推測している。一方で「四十方」の意味は不明であり、本説も決め手に欠ける状態である。

### 鍍金はいつされたものか
上述の通り本柄香炉は蛍光X線分析によって真鍮製であることと表面に鍍金が施されていることがわかっているが、亜鉛含有率20 – 40%前後の真鍮は金に近い色の光沢を持つことから工芸品において金の代用品として使われることも多い。実際、古代日本の真鍮製品の中で鍍金が施されているのは本品のみである。それゆえ本柄香炉の鍍金がいつ施されたものかについては議論があり、東京国立博物館の2005年の調査報告書でも上記を理由に後世の鍍金であるとする見解を紹介している。一方で同書は敦煌文献内で真鍮に鍍金を施した香炉が言及されていることを根拠に、本柄香炉の鍍金は最初から施されていたものだろうと推測している。

## 評価
蔵田蔵は本品について「もっとも簡単な構造であって装飾も少なく軽快」と述べ、「大きな飾り鋲を中心として、総体に調和が保たれたこの柄香炉は心憎いほど、非の打ち所のない工芸品」「飛鳥時代の工芸品として、最も高い位置を占めるものである」と評価している。
上述の通り本柄香炉は蛍光X線分析によって真鍮製であることと表面に鍍金が施されていることがわかっているが、本柄香炉は日本古代の真鍮製品のなかで唯一鍍金を施した作例であることから、早川泰弘と高妻洋成は「真鍮および鍍金の歴史を考える上で大変重要な分析結果である」と述べている。